# Мугоша, Душан
Душан Мугоша Дуч (алб. Dushan Mugosha; 7 января 1914, местечко Льешкополье, близ Подгорицы, Королевство Черногория — 8 августа 1973, Белград, СФРЮ) — югославский и косовский государственный деятель, борец за освобождение Югославии от немецко-фашистских захватчиков, председатель Народной Скупщины Косовско-Метохийской автономной области (1960—1963), Народный Герой Югославии.

## Биография

### Начало политической деятельности
Родился крестьянской семье. Из-за своей политической деятельности был вынужден прервать высшее образование, поскольку присоединился к молодежному коммунистическому движению.
В 1934 г. вступил в ряды Коммунистической партии Югославии. В 1938 г. был избран членом местного комитета КПЮ в Пече, а на региональной конференции — членом Комитета КПЮ по Косово и Метохии (1940). Неоднократно подвергался арестам и судебному преследованию, а после демонстраций в Печи в мае 1940 г. был вынужден уйти в подполье.

### В годы Второй мировой войны
С момента начала вторжения немецко-фашистских войск участвовал в организации восстания в Косово и Метохии. По решению ЦК КПЮ в конце 1941 г. он отправился в Албанию. В 1941 г. член временного ЦК КП Албании (с Миладином Поповичем, Энвером Ходжей и Кочи Дзодзе). Вместе с Миладином Поповичем он внес значительный вклад в освободительную и революционную борьбу албанского народа; работал над созданием организаций Коммунистической партии Албании, организацией коммунистической молодежи Албании и формированием повстанческих и диверсионных групп для борьбы с фашистскими оккупантами и их пособниками. В мае 1942 г. перебрался из Албании в Югославию. Пробираясь сквозь непроходимые местности, прячась от врага, пока он не встретил пролетарскую бригаду в районе Игмана,. После 82 дней напряженного поиска он пришел к Ставке Верховного штаба НОАЮ в Западной Боснии.
На освобожденной территории он пробыл месяц, ознакомившись с опытом Национально-освободительного движения, работой партии и властей в новых условиях, а затем вернулся в Албанию с письмом Коминтерна и Тито местным коммунистам. По возвращении в Албанию он участвовал в подготовке к проведению Первой конференции Коммунистической партии Албании. С апреля по август 1943 г. в южной части Албании координировал формирование партийных организаций, партизанских подразделений и оперативного штаба Первой зоны (Влёра и Аргирокастро). После образования в августе 1943 г. Первой албанской бригады стал ее командиром.
После успешного завершения задания в мае 1944 г, он вернулся в Югославию, где участвовал в формировании Первой, Третьей, Четвертой и Пятой бригады Косово-Метохии и Оперативного штаба для Косово и Метохии, в котором он был помощником политического комиссара.

### Карьера в Социалистической Югославии
В 1956—1965 гг — секретарь ЦК КП автономного края Косово и Метохия, в 1960—1963 гг. — председатель Народной Скупщины Косовско-Метохийской автономной области.
Избирался членом Центрального комитета Союза коммунистов Сербии и ЦК Союза коммунистов Югославии, депутатом Союзной Скупщины, членом Центрального комитета Социалистического союз трудового народа Югославии, членом Совета Федерации СФРЮ.

## Награды и звания
Народный Герой Югославии.
Награжден орденом Национального освобождения, золотой звездой ордена За заслуги перед народом и ордена братства и единства, орденом за храбрость; медалью Партизанская память 1941.